# Laphriinae
Laphriinae  (лат.) — подсемейство ктырей подотряда короткоусые. Около 700 видов.

## Описание
Стройные и обычно яркоокрашенные двукрылые насекомые, иногда тело покрыто многочисленными волосками (например, ктырь Laphria thoracica похож на шмеля). Специализированная группа ктырей, чьи личинки живут древесине, в ходах, созданные ранее насекомыми-ксилофагами. Брюшко как правило цилиндрической формы (у некоторых родов дорсовентрально уплощенное).
Среди апоморфных признаков: дорсальный край постзатылка с треугольным выступом, апикальный щетинковидный сенсорный элемент расположен апикально в полости на щупике, дорсальный край простернума с отчётливым выступом, меткатэпистернум большой и виден между средними и задними тазиками (вентральный вид), волоски присутствуют на боках задних тазиков, крыловая ячейка r1 закрыта, R1 и R2+3 встречаются в косте, вершина R2+3 резко загибается вперед под углом 90 %, R4 сильно пазушная, Т10 самки утрачен или сросся с церками, у самцов брюшные сегменты 1—6 хорошо развиты, T7—8 и S7 редуцированы, в то время как S8 хорошо развит.
- Laphria flava
- Hyperechia marshalli
- Pogonosoma maroccanum
- Choerades cf. femorata
- Choerades ignea
- Choerades marginata
- Laphria ephippium
- Laphria thoracica

## Систематика
Более 80 родов (в списке ниже приведены вместе с синонимами: 120 таксонов) (около половины которых встречаются только в Новом Свете, главным образом, в Неотропике), 6 триб (Andrenosomini, Atomosiini, Ctenotini, Dasytrichini, Laphriini, Neophoneini) и около 700 видов. Триба Neophoneini (1 род) эндемична для Неотропики, а Ctenotini встречается только в Палеарктике и Афротропике. Крупнейшая триба Atomosiini включает более 30 родов.

### Филогения
Филогенетические взаимоотношения триб внутри подсемейства по данным Артигаса и Папаверо (1991) показаны на следующей схеме:
```
                      |========================== DASYTRICHINI
               |======|
               |      |      |=================== NEOPHONEINI
               |      |======|
               |             |      |============ LAPHRIINI
               |             |======|
          <<===|                    |      |===== ANDRENOSOMINI
               |                    |======|
               |                           |=?=== CTENOTINI
               |
               |      |========================== DASYLECHIINI
               |======|
                      |========================== ATOMOSIINI
```

### Список родов
| - Acurana Walker, 1851 - Adelodus Hermann, 1912 - Afromelittodes Oldroyd & Bruggen, 1963 - Alipiolaphria Carrera, 1951 - Amathomyia Hermann, 1912 - Andrenosoma Rondani, 1856 - Anisosis Hermann, 1914 - Anoplothyrea Meijere, 1914 - Antonomyia[of authors] - Anypodetus Hermann, 1907 - Aphestia Schiner, 1866 - Aphistina Oldroyd, 1972 - Aphractia Artigas & Papavero & Serra, 1991 - Atomosia Macquart, 1838 - Atomosiella Wilcox, 1937 - Atonia Williston, 1889 - Atoniomyia Hermann, 1912 - Atractia Macquart, 1838 - Automolina Hermann, 1912 - Bathropsis Hermann, 1912 - Bombomima Enderlein, 1914 - Borapisma Hull, 1957 - Bromotheres Hull, 1962 - Bruchomyia [of authors] - Brychomyia Hull, 1962 - Catonomyia Hull, 1962 - Cenochromyia Hermann, 1912 - Centrolaphria Enderlein, 1914 - Ceratotaenia [of authors] - Cerotainia Schiner, 1868 - Cerotainiops Curran, 1930 - Choerades Walker, 1851 - Chymedax Hull, 1958 - Clariola Kertész, 1901 - Cryptomerinx Enderlein, 1914 - Ctenota Loew, 1873 - Cyanonedys Hermann, 1912 - Cyphomyiactia Artigas & Papavero & Serra, 1991 - Cyphotomyia Williston, 1889 - Dassylina [of authors] - Dasylechia Williston, 1907 - Dasyllina Bromley, 1935 | - Dasyllis Loew, 1851 - Dasythrix Loew, 1851 - Despotiscus Bezzi, 1928 - Dichaetothyrea Meijere, 1914 - Dissmeryngodes Hermann, 1912 - Dyseris Loew, 1858 - Elaeotoma Costa, 1863 - Eopaphroditus Hull, 1962 - Epaphroditus Hermann, 1912 - Epholkiolaphria Hermann, 1914 - Epilamyra Becker, 1913 - Eumecosoma Schiner, 1866 - Gerrolasius Hermann, 1920 - Goneccalypsis Hermann, 1912 - Halictosoma Rondani, 1873 - Hodites Hull, 1962 - Holites [of authors] - Hybozelodes Hermann, 1912 - Hyperechia Schiner, 1866 - Ichneumolaphria Carrera, 1951 - Iucundus Kaletta, 1978 - Joartigasia Martinez & Martinez, 1974 - Josmayala Kaletta, 1978 - Katharma Oldroyd, 1959 - Laloides Oldroyd, 1972 - Lampria Macquart, 1838 - Lamprozona Loew, 1851 - Lamyra Loew, 1851 - Laphria Meigen, 1803 - Laphyctis Loew, 1859 - Laphystielle Hull, 1962 - Laphystotes Oldroyd, 1974 - Lapria : Meigen, 1800 - Laxenecera Macquart, 1838 - Loewinella Hermann, 1912 - Lophoceraea Hermann, 1912 - Lycosimyia Hull, 1958 - Mactea Richter & Mamaev, 1976 - Maira Schiner, 1866 - Nannolaphria Londt, 1977 - Neatonia Bromley, 1935 - Neophoneus Williston, 1889 | - Notiolaphria Londt, 1977 - Nusa Walker, 1851 - Nusina Curran, 1927 - Oidardis Hermann, 1912 - Opeatocerus Hermann, 1912 - Opocapsis Hull, 1962 - Orthogonis Hermann, 1914 - Othoniomyia Hermann, 1912 - Pagidolaphria Hermann, 1914 - Panamasilus Curran, 1930 - Paractenota Engel, 1925 - Paraloewinella [of authors] - Paratractia Hull, 1962 - Phellopteron Hull, 1962 - Pholidotus Hermann, 1912 - Phoneus Macquart, 1838 - Pilica Curran, 1931 - Pilophoneus Londt, 1988 - Pogonosoma Rondani, 1856 - Pogosoma [of authors] - Proagonistes Loew, 1858 - Protichisma Hermann, 1912 - Protoloewinella Schumann, 1984 - Prytania Oldroyd, 1974 - Pseudonusa Joseph & Parui, 1989 - Rhatimomyia Lynch Arribálzaga, 1882 - Rhatithomyia [of authors] - Rhopalogaster Macquart, 1834 - Saliomima Enderlein, 1914 - Senoxericera Macquart, 1850 - Smeryngolaphria Hermann, 1912 - Spagolestes Hull, 1962 - Stenoxericera [of authors] - Stiphrolamyra Engel, 1928 - Storthyngomerus Hermann, 1919 - Strombocodia Hermann, 1912 - Sullaphria Becker in Hennig, 1941 - Systropalpus Hull, 1962 - Tricella Daniels, 1975 - Voluptarius Kaletta, 1978 |